# العمق المتجمد (مسرحية)
العمق المتجمد (بالإنجليزية: The Frozen Deep)‏ هي مسرحية ظهرت في سنة 1856، ألفت على أن تكون مسرحية للهواة في عام 1856 ألفها "ويلكي كولينز" تحت توجيه كبير من "تشارلز ديكنز". كانت كتابات "ديكنز" شهيرة جداً غير أن المسرحية مثلت بأكثر من أداء، وقام ديكنز بإضافة مقدمة، وتغيير السطور، وحضر معظم الدعائم والمجموعات. الطبعة الأصلية للمسرحية بعنوان "تحت إشراف تشارلز ديكنز". كتب "جون ايكل" وكما هو معتاد مسرحية قام بمراجعتها "ديكنز" بعناية بالطبع خرجت بتحسن كبير". كانت هذه الحالة مع "العمق المتجمد". كانت التغيرات التي أحدثها "ديكنز" كثيرة لدرجة أن الدراما كادت أن تنسب إليه. كان "ديكنز" هو المخرج إضافة إلى أنه قام بنفسه بتمثيل دور "ريتشارد واردور" قام بهذا الإخراج المسرحي المتواضع في منزله "بيت تافزتوك". ومع ذلك، زاد تأثيرالمسرحية خلال سلسلة من العروض الخارجية بما في ذلك واحدة من قبل الملكة فيكتوريا في Royal Gallery of Illustration "المعرض الملكي للمشاهير" وأداء المسرحية ثلاث مرات في Manchester Free Trade Hall "قاعة مانشستر للتجارة الحرة" لصالح الصندوق المالي لصديق دكنز القديم "جيرولددوغلاس" لمساعدة زوجته الأرملة. وليلة بعد ليلة، حسب ما قالته بعض التقارير أن المسرحية حركت مشاعر الجميع حتى النجارين وعمال المسرح. كما أن المسرحية وثقت العلاقة بين "ديكنز" و "الين تيرنان" وهي ممثلة اختارها ديكنز لتمثيل دور من المسرحية والتي من أجلها فيما بعد ترك زوجته "كاثرين". لم تنشر المسرحية حتى ظهرت الطباعة الخاصة في عام 1866.

## النشأة
نشأة المسرحية تكمن في الصراع بين «ديكنز» وتقرير «جون راي» بشأن مصير بعثة فرانكلين. والتي حدثت في مايو سنة 1845، عندما غادرت بعثة فرانكلين انكلترا بحثاً عن الممر الشمالي الغربي. شوهدت آخر مرة في يوليو عام 1845 بعدما فقدوا أعضاء البعثة دون أثر. وصف «جون راي» (مستخدماً تقارير من «الأسكيمو» وشهود عيان الذين أخبرو عن مشاهدة 40 رجلاً أبيضا و 35 جثة) مصير بعثة فرانكلين بواسطة تقرير سري إلى الأميرالية. كتب في التقرير «الحالة المشوهة للكثير من الجثث ووضعها الحرج، هي أدلة تثبت أن البؤساء قد اضطرو إلى استخدام آخر مصدر لهم للبقاء على قيد الحياة وهو أن يأكلو لحوم البشر لإطالة مدة بقائهم».
وضع هذا التقرير تحت افتراض أن تكون الحقيقة غير مؤكدة لما حمله هذا التقرير من حدة. نشرت الامبيرالية هذا التقرير، وتسبب في الكثير من الغضب. اعتقد الجمهور، مع سيدة «فرانكلين»، أن المستكشف القطبي الشمالي كان «مسيحي نظيف، ومرموق»، وأن «الإنجليز قادرين على البقاء على قيد الحياة في أي مكان» و «أنه يمكن الانتصار على الشدائد من خلال الإيمان والحقائق العلمية، والروح العالية» لم يكتب «ديكنز» لتشويه أدلة الإسكيمو فقط، بل لمهاجمة طابعه أيضا حينما كتب: «نحن نؤمن بكل ذرة غدر، ووحشية، وقسوة في قلبه» إضافة إلى أننا لا نعلم كم عانى الرجل الأبيض وتشرد، وكما هو ظاهر منسي من قبل أصحاب جنسه، وتعرض للجوع، والضعف، والتجمد، والموت بسبب طبيعة الإسكيمو.
كتب «جين هيل» ان احتجاج «ديكنز» للأفكار الشائعة العنصرية لسلوك أكل لحوم البشر الذي كتبه «راي» في تقريره أنذرت بعواقب وخيمة لغربته. كان «جون راي» اسكتلندي الجنسية، ليس إنجليزيا لهذا، لم يتعهد بالوطنية، ولا لهدف بناء إمبراطورية للجيش. مسرحية «العمق المتجمد» التي كتبها «ديكنز» و «ويلكي كولينز»، كانت مسرحية مستعارة من بعثة المفقودين في القطب الشمالي وتتحدث عنهم. تحولت شخصية «راي» إلى شخصية مشبوهة، ومتعطشة للسلطة. شخصية توقعت موت البعثة وتدميرها لصالحها من أجل تخريب سعادة البطلة الحساسة.

## الأداء
تم أداء مسرحية «العمق المتجمد» لأول مرة في Tavistock House «منزل تافيستوك» في بروفة في الخامس من يناير عام 1857 لجمهور غير رسمي من موظفين وتجار. وجاءت العروض الشبه عامة في السادس، والسابع، والثامن، والثاني عشر، والرابع عشر من يناير في نفس العام لجماهير مكونين من 90 شخص تقريباً لكل مسرحية بمن فيهم العديد من أصدقاء «ديكنز» و «كولينز», من بينهم أعضاء في البرلمان، وعدد من القضاة والوزراء.